# فيرا جيما
فيرا جيما (بالإيطالية: Vera Gemma)‏ هي ممثلة إيطالية، ولدت في 4 يوليو 1970 بروما في إيطاليا.

## وصلات خارجية
- فيرا جيما على موقع IMDb (الإنجليزية)
- فيرا جيما على موقع قاعدة بيانات الفيلم (الإنجليزية)